# Nullarbor-Ebene

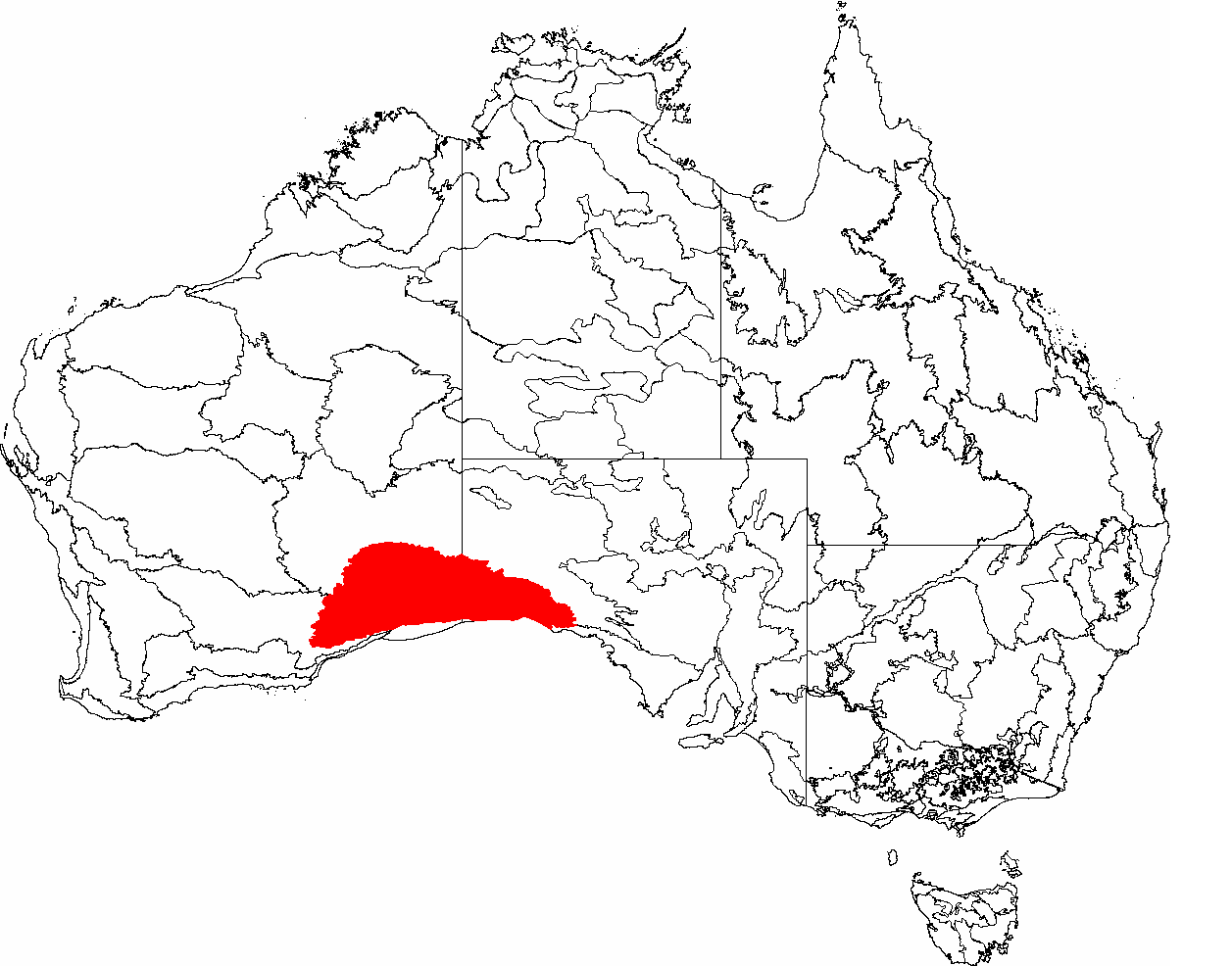
Lage

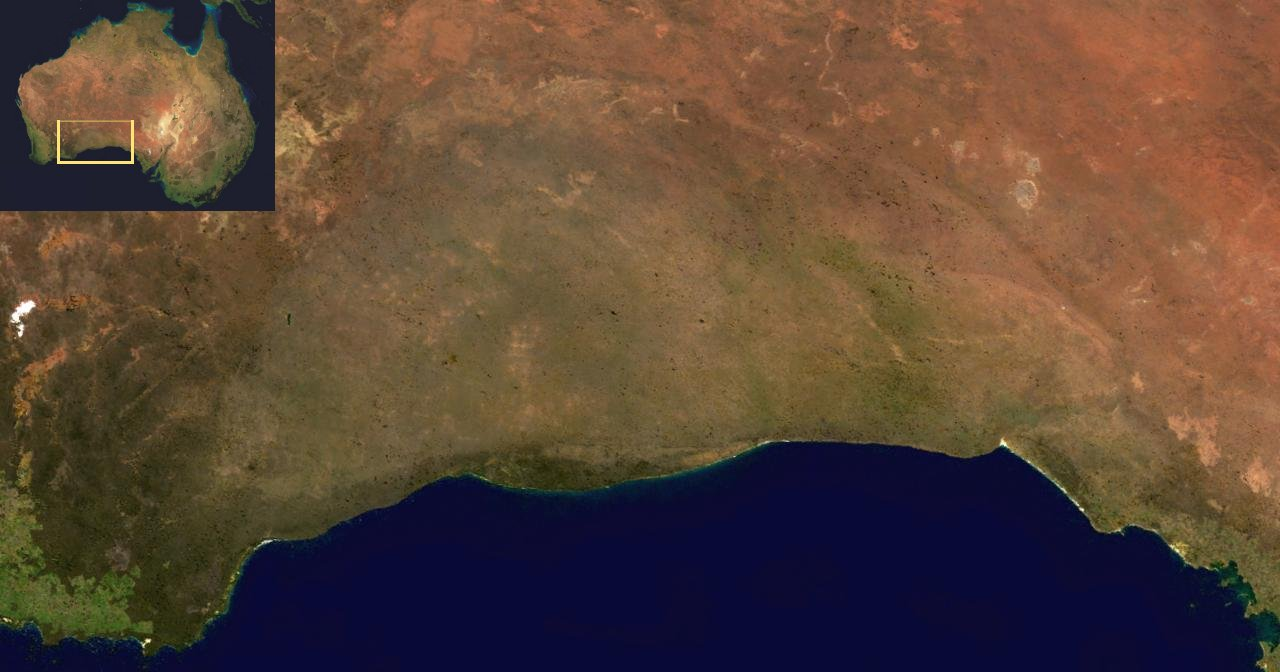
Die Nullarbor-Ebene in Australien

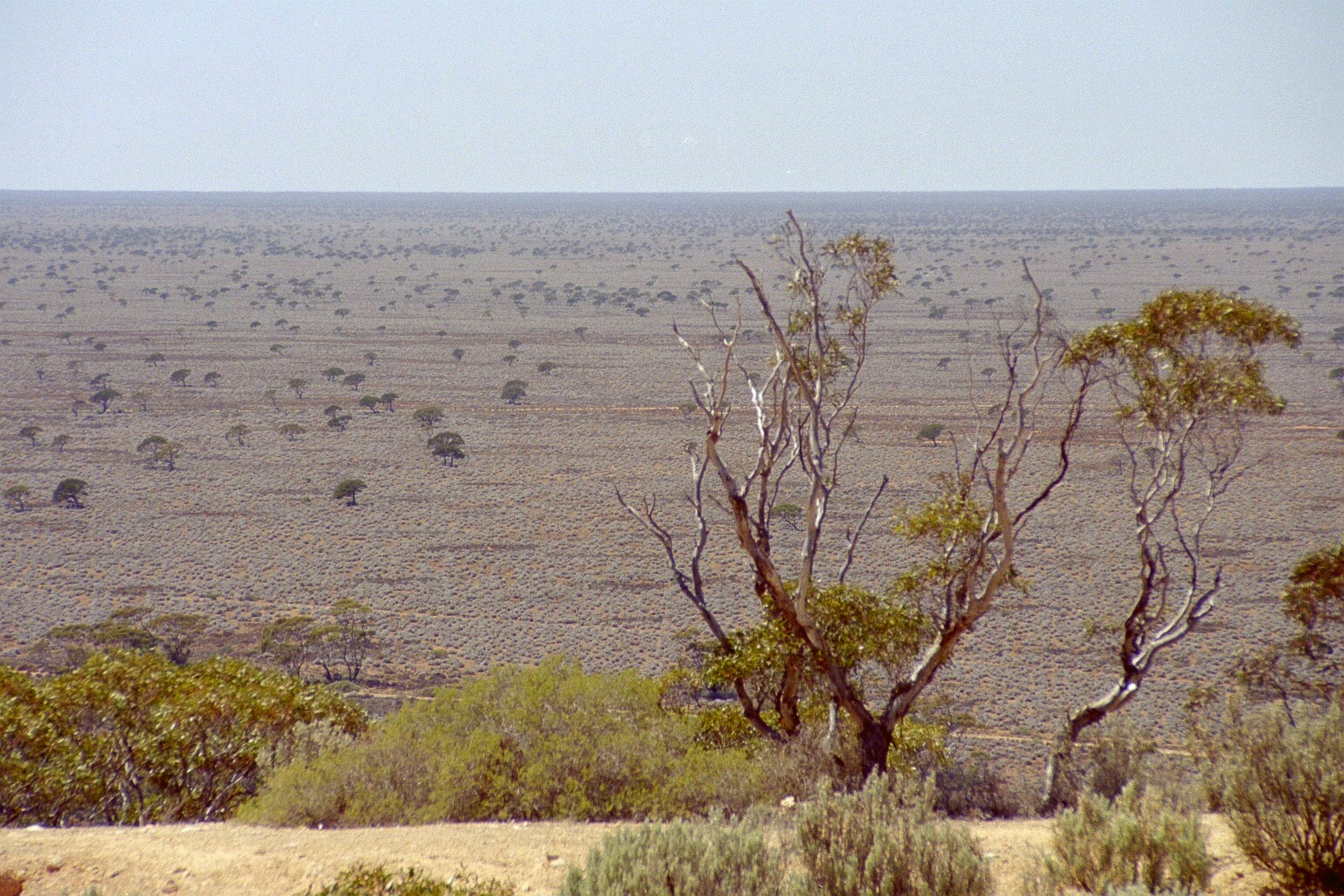
Ganz baumlos ist die Nullarbor-Ebene doch nicht.

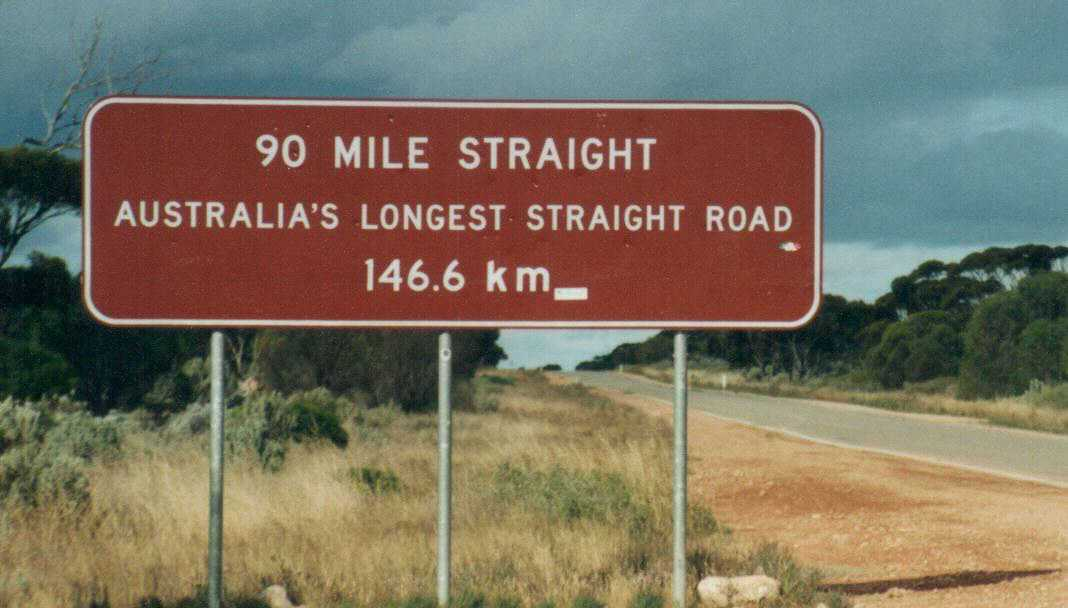
Straßenschild am Eyre Highway

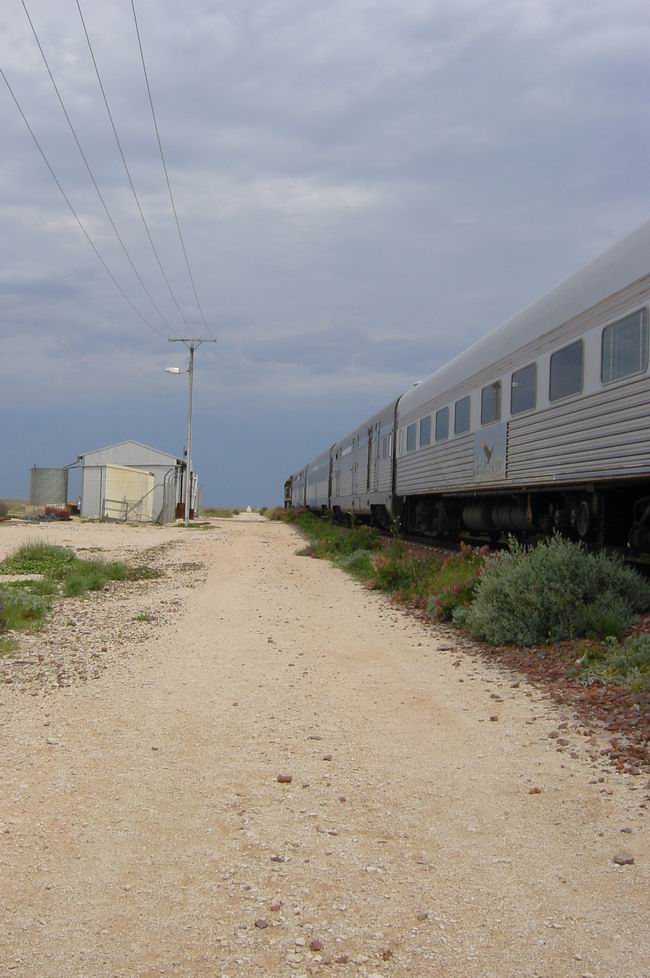
Station der Indian-Pacific-Railway in der Nullarbor-Ebene

Die Nullarbor-Ebene (engl.: Nullarbor Plain), auch als Nullarbor-Wüste bezeichnet (von lat. nulla arbor‚ kein Baum), ist eine flache, weit ausgedehnte Karstwüste im südlichen Australien direkt an der Großen Australischen Bucht. Sie ist mit rund 200.000 Quadratkilometern das größte Stück Kalkstein der Welt. Sie misst über 1200 km in Ost-West-Richtung.

## Klima und Vegetation
Die Ebene hat durch das aride bis semiaride Klima eine spärliche Flora, die Vegetation besteht überwiegend aus kleinem Gestrüpp. Die Ebene ist weitgehend baumlos, daher ihr Name. In der Nullarbor-Ebene befindet sich der trockenste Fleck Australiens – auch wenn dieser üblicherweise im Northern Territory vermutet wird. In der Stadt Farina in South Australia beträgt der jährliche Niederschlag 142 mm, im ebenfalls trockenen Alice Springs fallen dagegen im Durchschnitt 281 mm Regen im Jahr.
Ein großer Teil der Nullarbor-Ebene – nahezu der komplette Teil in Südaustralien – wird durch die drei Nullarbor Schutzgebiete geschützt.
Der südlich gelegene Ozean durchströmt an einigen Stellen unterirdische Höhlen, die sich bis zu einigen Hundert Metern im Landesinnern befinden und dort zum Teil an die Oberfläche kommen. Ein solches Gebiet, das besichtigt werden kann, sind die Murrawijinie-Höhlen in South Australia. Die meisten anderen Höhlen können nur mit Erlaubnis der Naturschutzbehörden besucht werden.

## Verkehr
Die beiden Möglichkeiten, die Nullarbor-Ebene über Land zu durchqueren, sind die Indian-Pacific Railway (Transaustralische Eisenbahn) von Sydney über Adelaide nach Perth und der Eyre Highway von Norseman nach Port Augusta. Durch die flache Landschaft handelt es sich mit 478 km um die längste gerade verlaufende Eisenbahnstrecke der Welt. Die Eisenbahn läuft direkt durch die Ebene, während der Eyre Highway nur die südlichen Teile tangiert. Ein Teil der Autostrecke ist mit 146,6 km die längste völlig gerade befestigte Straße in Australien.
Die Gruppe AC/DC, im Tourbus unterwegs, schrieb hier den Song Highway to Hell.

## Ortschaften
Die meisten bewohnten Gebiete der Nullarbor-Ebene findet man in kleinen Siedlungen nahe der Eisenbahnstrecke und in einem kleinen Hotelkomplex namens The Nullarbor am Eyre Highway. Die Stadt Cook in South Australia hatte ursprünglich 40 Bewohner, mit einer Schule und sogar einem 18-Loch-Golfplatz, 1.365 km groß und damit der längste Golfplatz der Welt. Der Golfplatz beginnt in Kalgoorlie und endet in Ceduna. Die Löcher sind mit dem Auto zu erreichen, da sie bis zu 100 km voneinander entfernt liegen. Um alle Löcher zu bespielen, sollten bis zu 7 Tage eingeplant werden. Nach Rationalisierungen des Eisenbahnbetriebs in der Stadt Cook und dem daraus resultierenden Arbeitsplatzverlust verblieben bis 2006 nur noch vier ständige Bewohner (zwei Ehepaare).
Eine weitere ehemals bedeutende Siedlung ist Forrest. Vor dem Jet-Zeitalter war Forrest ein wichtiger Zwischenstopp zum Auftanken für Flugzeuge auf dem Weg durch Australien. Die Landebahn samt Befeuerung (längste beleuchtete Landebahn Australiens außerhalb einer Capital City) wird heute noch für Notlandungen betriebsbereit gehalten. Regelmäßig wird sie von kleinen Privatmaschinen zum planmäßigen Auftanken genutzt (etwa drei Landungen/Starts pro Woche). In Forrest lebten 2006 noch zwei Einwohner, im umliegenden Verwaltungsgebiet Forrest insgesamt 18 Einwohner.
Entlang der Eisenbahn gibt es darüber hinaus einen unbewohnten Ort namens Ooldea, der zur Wasserversorgung dient.

## Geologie
Die Nullarbor-Ebene ist ein ehemaliger flacher Meeresboden. Dies erklärt das Vorkommen von Kalkstein („Nullarbor-Kalkstein“, englisch Nullarbor limestone), der aus den Kalkskeletten von Bryozoen, Foraminiferen, Seeigeln und Rotalgen besteht. Sie ist eine bedeutende Karstregion mit Höhlenformationen („Nullarbor-Höhlen“) aus dem Oligozän und Miozän.
Vermutlich wurde das gesamte Gebiet durch Krustenbewegungen im Miozän angehoben; seitdem hat Erosion durch Wind und Regen die Mächtigkeit der Ebene verringert. Die Ebene hatte höchstwahrscheinlich nie größere topografische Merkmale, was zu dem heute noch extrem flachen Gelände führt.
In einigen Bereichen haben die Höhlen unterirdische Verbindung mit dem Ozean im Süden, was zu Blowholes führt, die bis zu mehreren hundert Metern von der Küste entfernt auftreten. Die Murrawijinie-Höhle in der Nähe des Eyre Highway ist für die Öffentlichkeit zugänglich. Die meisten der Nullarbor-Höhlen auf der westaustralischen Seite können jedoch nur mit einer Genehmigung des Department of Parks and Wildlife besucht und besichtigt werden, so etwa auch die Cocklebiddy-Höhle.
Der Nullarbor ist auch bekannt für umfangreiche Meteoritenvorkommen, die in dem trockenen Klima extrem gut erhalten sind. Insbesondere in der Umgebung von Mundrabilla wurden viele Meteoriten entdeckt, einige mit einem Gewicht von bis zu mehreren Tonnen.

## Bildergalerie

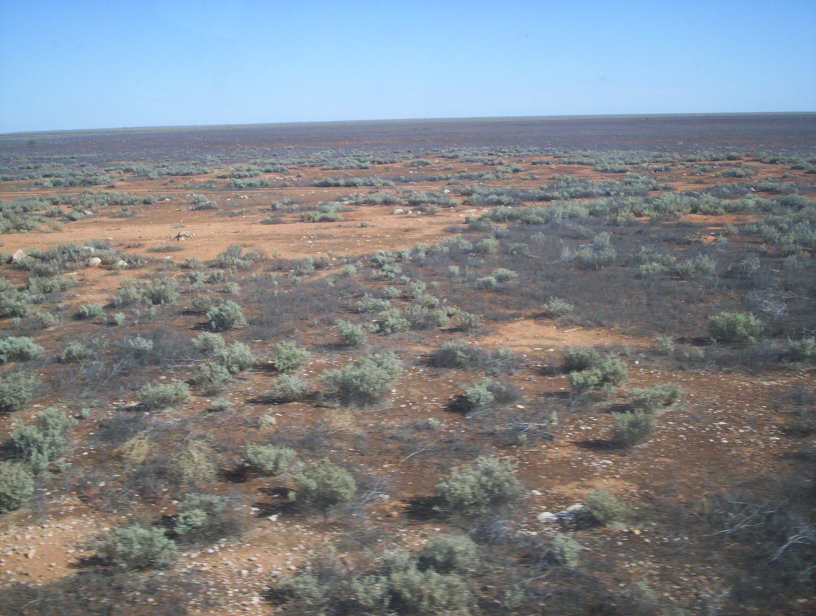
Nullarbor-Ebene vom Indian Pacific aus gesehen (2005)
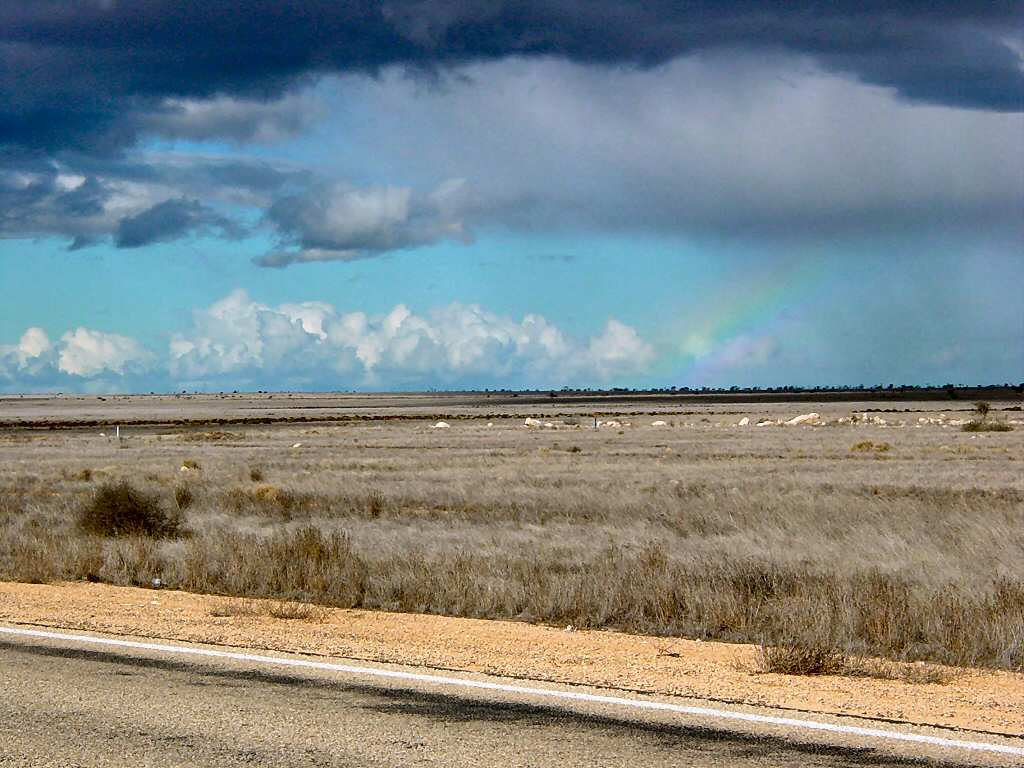
Regenbogen in der Nullarbor-Ebene (2005)
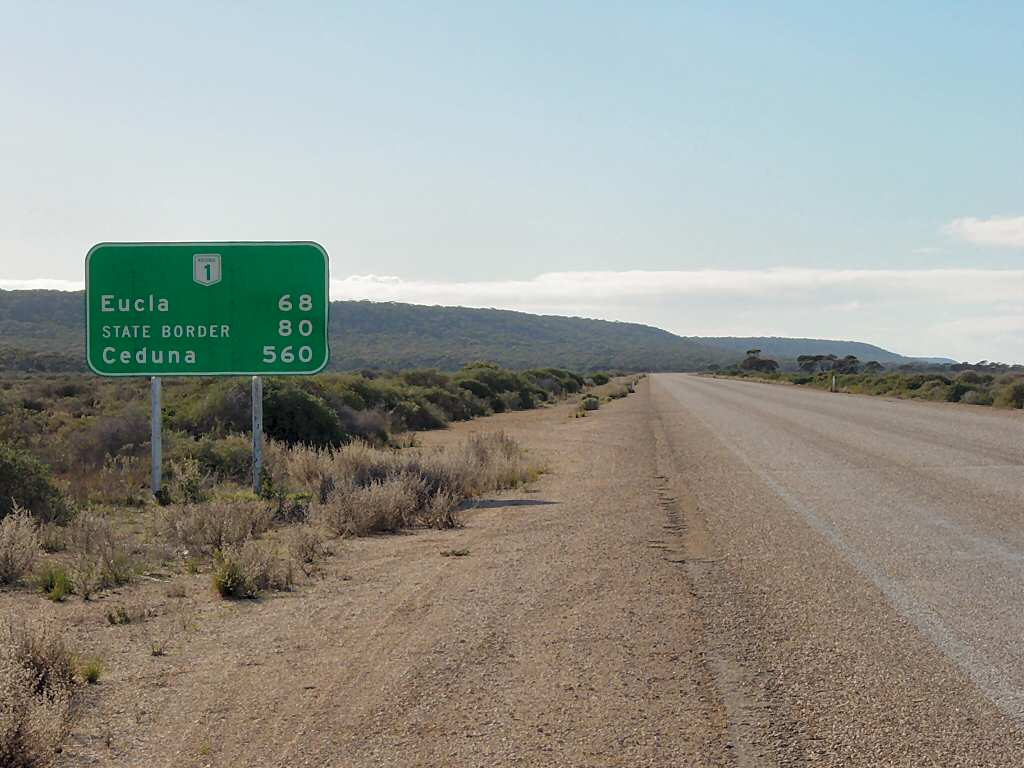
Eyre Highway in der Nullarbor-Ebene (2005)
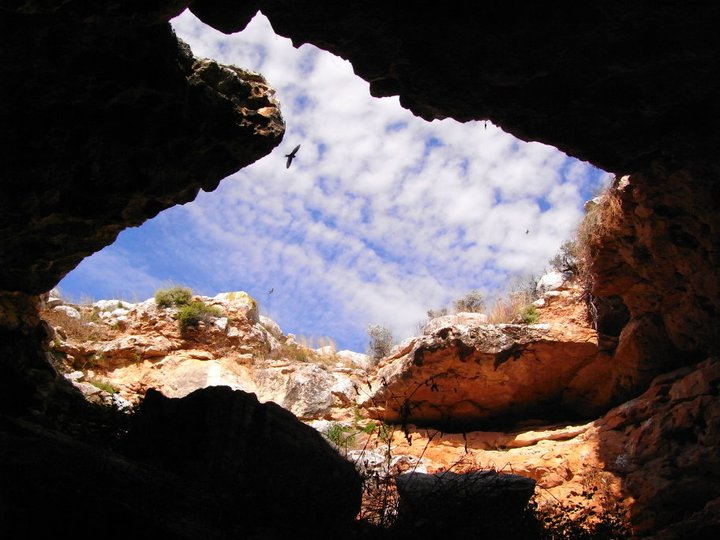
Murrawijinie-Höhle in der Nähe des Eyre Highway
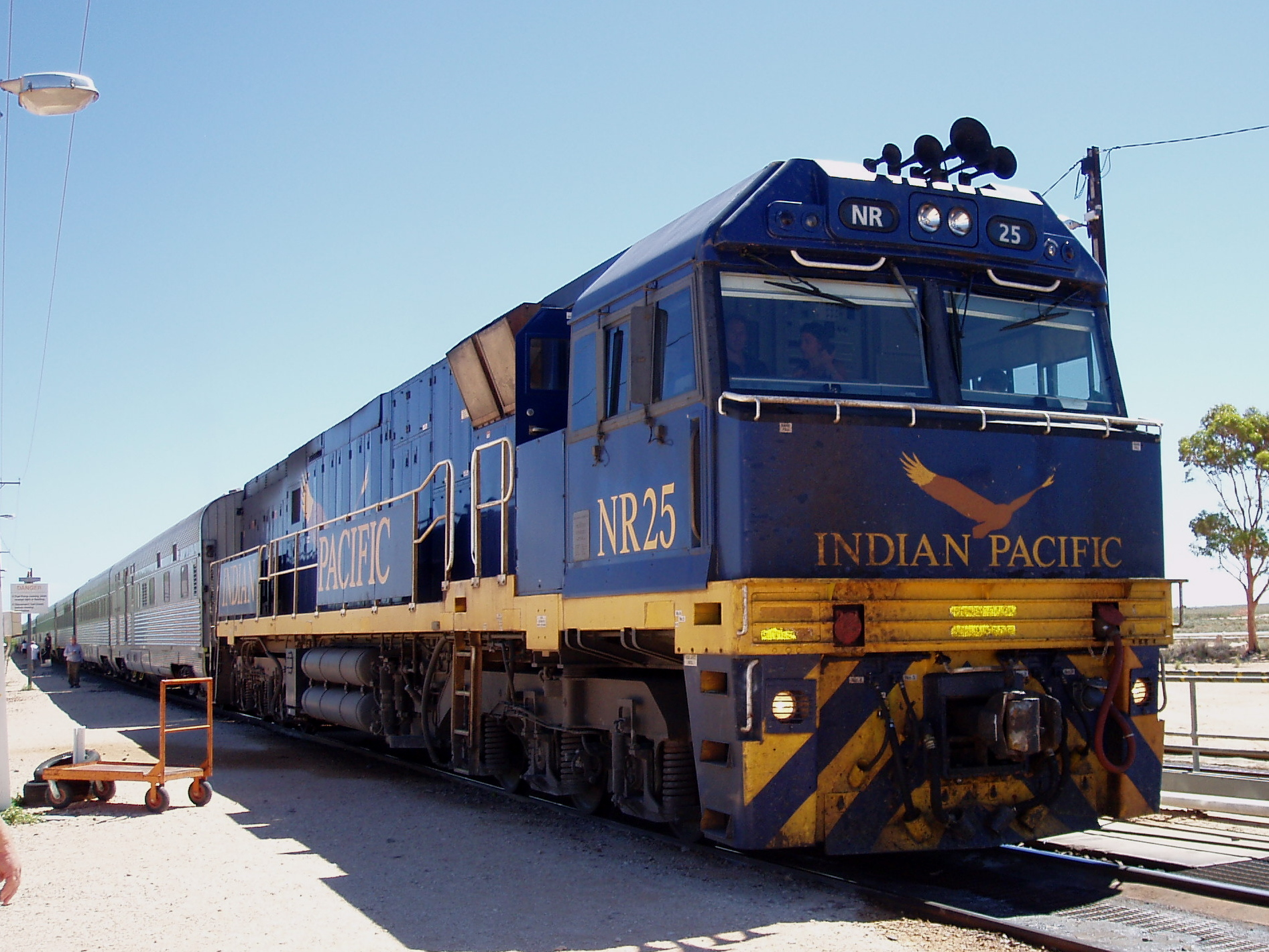
Indian Pacific der Trans-Australian Railway in Cook (2009)
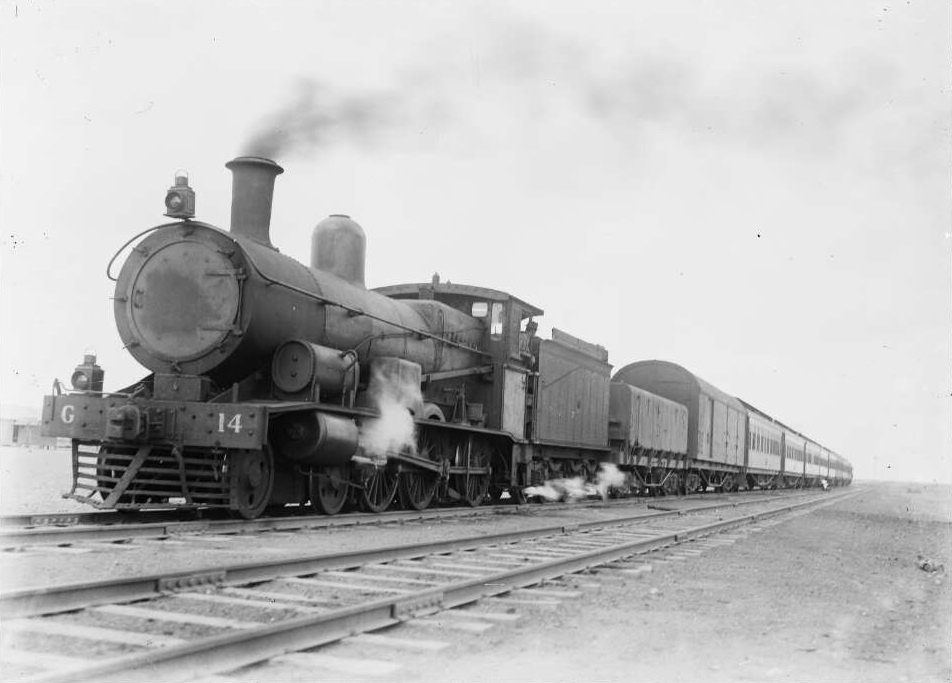
Trans-Australien-Dampfzug in der Nullarbor-Ebene (1924)